# Furius Baco

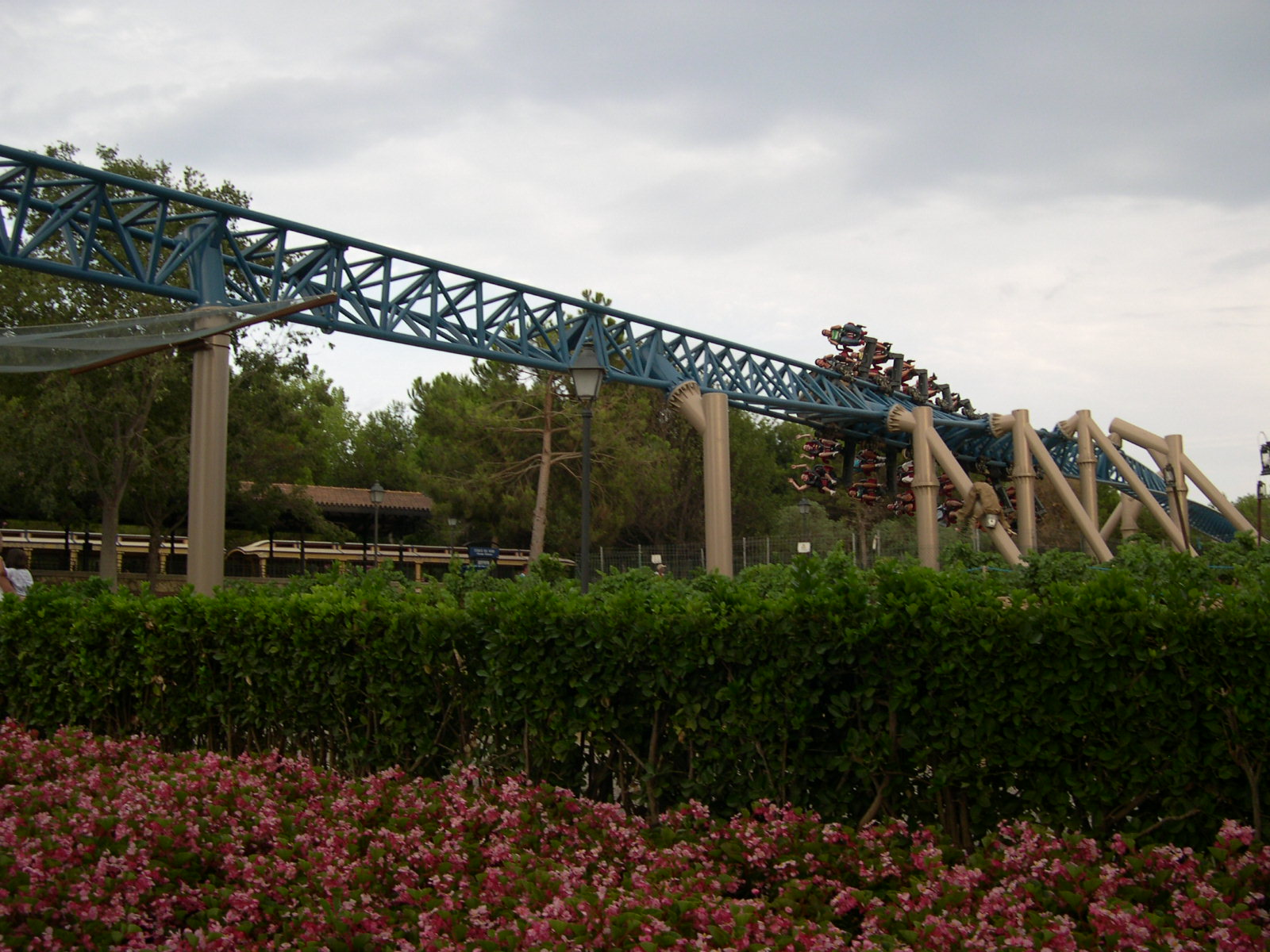
Een deel van de attractie

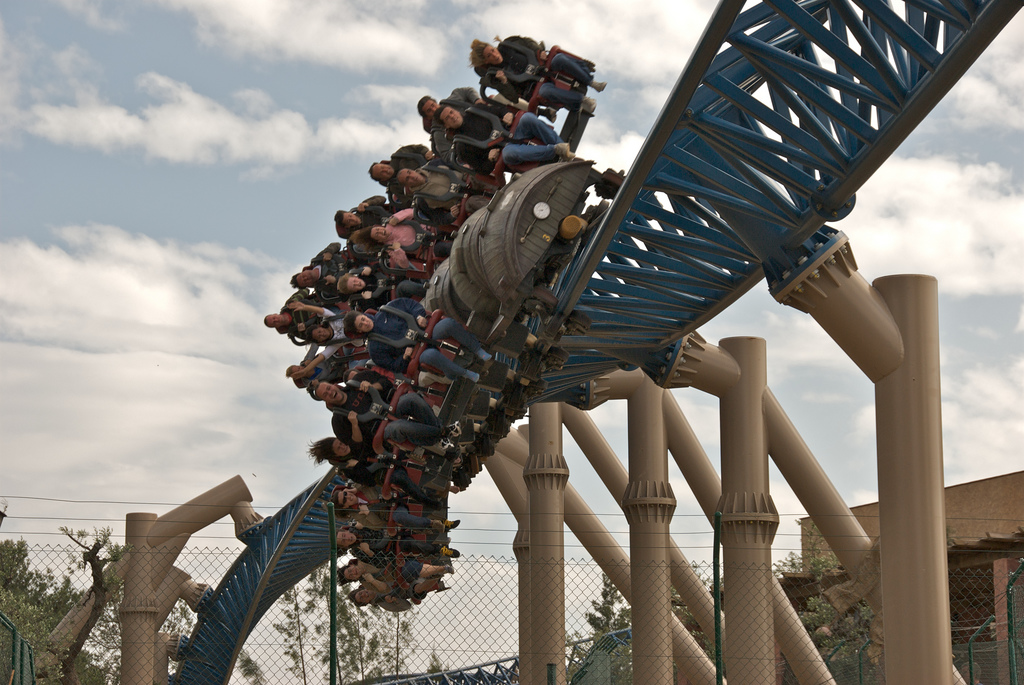
De inversie

Furius Baco is een lanceer-wingcoaster in het Spaanse attractiepark PortAventura Park. Het is een rocket coaster en ligt in het themagebied Mediterranea. De attractie is een wereldprimeur en was, tot de opening van ring°racer in oktober 2013, de snelste achtbaan van Europa. Furius Baco was tot 6 april 2017 de snelste werkende achtbaan van Europa, omdat ring°racer na 4 dagen alweer SBNO was. Op 7 april 2017 opende in het aan PortAventura grenzend themapark Ferrari Land de Red Force als nieuwste snelste achtbaan van Europa.

## Verhaal
Een professor legt de laatste handen aan de afwerking van zijn nieuwe uitvinding. Deze uitvinding zou de oogst van de wijndruiven in het mediterraan gebied moeten versnellen. Plotseling loopt er iets mis. De uitvinding slaat op hol. De assistent van de professor, een aapje, heeft aan de hendel getrokken die je in het oogstgebied lanceert. Niks kan de start nu nog stoppen. En dit nadat de professor nog zo had gezegd niks aan te raken.

## Beknopte beschrijving
De bezoekers nemen plaats in de wagentjes met twee personen langs elke kant van een wijnvat. Hierna vertrek je rustig uit het station en kijk je naar het verhaal op een televisiescherm. Plotseling loopt het mis en begint de uitvinding waarin je je bevindt op hol te slaan. De wijn spuit alle kanten uit en je bereikt een snelheid van 135 km/u in slechts 3 seconden. Gedurende de rit wordt een foto genomen. De achtbaan telt 1 inversie.

## Technische gegevens
| Park                | PortAventura              |
| Themagebied         | Mediterranea              |
| Prijs               | 15 000 000 euro.          |
| G-kracht            | 4,7 G                     |
| Maximum versnelling | 135 km/h in 3,5 seconden  |
| Lanceersysteem      | Hydraulische start        |
| Capaciteit          | 1500 personen/uur         |
| Aantal treinen      | 3 treinen, 2 in circuit   |
| Inversies, loopings | 1 inversie (inline twist) |
| Video-on-ride       | Ja                        |
| Foto-on-ride        | Ja                        |

Furius Baco is de enige wingcoaster ooit die door Intamin gebouwd is.

## Technische problemen
De attractie Furius Baco werd in het najaar van 2007 gesloten voor een inspectiebeurt. De attractie viel te veel buiten dienst, waardoor PortAventura besloot de attractie te sluiten voor de rest van het seizoen. Na de inspectie bleek dat enkele moeren en de pijlers van de constructie op het meer niet goed vastzaten en niet voldeden aan de voorschriften. PortAventura heeft de onderdelen vervangen en de achtbaan werd heropend bij de aanvang van het seizoen 2008. Toch duiken regelmatig problemen op bij het inrijden in de pré-show waardoor de attractie buiten werking treedt.

## Trivia
- De uitgang van Furius Baco komt uit in de wijnshop, waar zich ook de fotostand bevindt.
- Op de attractie is een express-ingang aanwezig voor houders van deze pas.